# Hvozdec u Veverské Bítýšky
Hvozdec (deutsch Hoschtetz) ist eine Gemeinde in Tschechien. Sie liegt 15 Kilometer nordwestlich des Stadtzentrums von Brünn an dessen Stadtrand und gehört zum Okres Brno-venkov.

## Geographie
Hvozdec befindet sich in der Bobravská vrchovina zwischen dem  Naturpark Údolí Bílého potoka entlang des Baches Bílý potok und Naturpark Podkomorské lesy rechtsseitig des Baches Hlinka. Östlich liegt im Svratkatal die Brünner Talsperre  und im Nordosten die Burg Veveří. Gegen Süden befindet sich das Automotodrom Brno. Östlich erhebt sich die Vrtačka (405 m), im Südosten der Lipový vrch (478 m) und im Nordwesten die Ostrá (430 m).
Nachbarorte sind Holasice, Veverská Bítýška und Chudčice im Norden, Nový Dvůr und Rozdrojovice im Nordosten, Kníničky im Osten, Bystrc und Žebětín im Südosten, Ostrovačice und Říčany im Süden, Veverské Knínice im Südwesten, Domašov und Javůrek im Westen sowie Maršov und Lažánky im Nordwesten.

## Geschichte
Die erste schriftliche Erwähnung des Dorfes erfolgte 1317, als die Witwe des Fas von Lomnice, Katharina, den Hof und das Dorf Hvozdec dem Dominikanerinnenkloster der hl. Anna in Alt Brünn schenkte. 1772 brach eine Fäulnisfieberepidemie aus, an der in Hvozdec und auf der Burg Veveří etwa 40 Menschen verstarben. Im Zuge der Josephinischen Reformen wurde am 2. Mai 1782 das Jungfrauenkloster der hl. Anna aufgehoben. Das Gut Hvozdec fiel dem Religionsfonds zu, der es unter die Verwaltung des Gutes Blažovice stellte. Kaiser Joseph II. bewilligte 1784 einen Ablösevertrag über den Robotdienst und die Parzellierung von Teilen des Gutes Hvozdec. 1802 kaufte  Wilhelm von Mundy das Gut Hvozdec und schloss es zunächst an seine Herrschaft Tischnowitz an. Zwei Jahre später löste Mundy, der inzwischen auch die Herrschaft Eichhorn aufgekauft hatte, Hvozdec von Tischnowitz los und schlug es dem nahegelegenen Eichhorn zu. Im Jahre 1800 hatte das Dorf 159 Einwohner.
Nach der Aufhebung der Patrimonialherrschaften bildete Hozdec ab 1850 eine Gemeinde im Brünner Bezirk. Im selben Jahre starben 15 Einwohner an der Cholera. Seit dem Ende des 19. Jahrhunderts fand der Ortsname Hvozdec Verwendung. 1894 wurde ein Schulhaus errichtet. Im Jahre 1902 wurde das Dorf über eine Anschlussstraße an die östlich verlaufende Bezirksstraße von Ostrovačice nach Veverská Bítýška angeschlossen. 1905 kam das Dorf zum Bezirk Tischnowitz. 1909 gründete sich die Freiwillige Feuerwehr. Bei der Volkszählung von 1921 lebten 330 Menschen in Hvozdec. Die direkte Straßenverbindung nach Veverská Bítýška wurde 1928 hergestellt. Zwischen 1948 und 1960 gehörte das Dorf zum Okres Brno-okolí, danach zum Okres Brno-venkov. Die Schule wurde 1965 geschlossen. 1974 löste sich die Feuerwehr auf. 1980 erfolgte die Eingemeindung nach Veverská Bítýška. Seit 1990 ist Hvozdec wieder selbständig.

## Sehenswürdigkeiten
- Kapelle
- Burg Veveří, nordöstlich des Dorfes
- Brünner Talsperre, östlich von Hvozdec
- Naturpark Údolí Bílého potoka, nordwestlich des Ortes
- Naturpark Podkomorské lesy, östlich von Hvozdec

## Persönlichkeiten
Der Schriftsteller Milan Uhde erlebte 1945 als Kind in Hvozdec das Ende des Zweiten Weltkrieges.